# 向一敏
向一敏（1924年—1990年），男，四川内江人，中国热力涡轮机械专家，曾任西安交通大学教授、博士生导师。